# Metachelifer duboscqui
Metachelifer duboscqui är en spindeldjursart som beskrevs av Vladimir V. Redikorzev 1938. Metachelifer duboscqui ingår i släktet Metachelifer och familjen tvåögonklokrypare. Inga underarter finns listade i Catalogue of Life.